# FC Svendborg
Der Football Club Svendborg war ein zwischen 2008 und 2017 existierender Fußballverein aus der Hafenstadt Svendborg.

## Geschichte
Nach dem Absturz des vormaligen langjährigen Zweitligisten Svendborg fB in die Fünftklassigkeit Anfang der 2000er Jahre kamen Diskussionen auf, wie im Süden von Fünen ein schlagkräftiges Team etabliert werden könnte. Hierzu wurden Zusammenschlüsse des Klubs mit weiteren regionalen Vereinen wie dem Thurø Boldklub af 1920 und dem Tved Boldklub diskutiert. Nachdem es diverse Vorbehalte gab, wurde die Idee nicht realisiert und unterdessen schaffte der Svendborg fB die Rückkehr in die viertklassige 3. Division als niedrigste landesweite Spielklasse.
Letztlich entschieden sich die Vereinsverantwortlichen zur 2008 stattfindenden Ausgliederung der Wettkampfmannschaft sowie der U17-, U19 und U21-Mannschaften in eine Aktiengesellschaft namens SfB Elite ApS, an der der Svendborg fB beteiligt war und dessen bisherige Reservemannschaft als Farmteam weiterbestehen sollte. Der neue Klub übernahm zudem das Høje Bøge Stadion als Heimspielstätte. Der Erfolg des Svendborg fB während der Viertliga-Spielzeit 2007/08 befeuerte die Pläne, als die Mannschaft in die dritte Liga aufstieg, und so übernahm der FC Svendborg im Sommer 2008 den Ligaplatz des alten Klubs. Dabei erhielt er zunächst nur eine vorläufige Lizenz, da gestiegene Anforderungen insbesondere im Jugendbereich noch nicht erfüllt wurden. Diese wurde jedoch später vollständig erteilt.
In seiner ersten Spielzeit erreichte der FC Svendborg den neunten Tabellenplatz in seiner Drittliga-Staffel. Nach einem siebten Platz in der Spielzeit 2008/09 verließ Ex-Spieler Kurt Hansen, der die Mannschaft als Trainer mehrere Jahre betreut hatte, den Klub und wurde durch den bisherigen Jugendtrainer Carsten Mikkelsen ersetzt. Unter diesem etablierte sich der Klub im mittleren Tabellenbereich, ehe er sich im Dezember 2013 beruflich neu orientierte. Unter den Nachfolgern Carsten Hemmingsen und Julian Johnsson rutschte der Klub in der Tabelle ab und schaffte am Ende der Spielzeit 2014/15 nur aufgrund der besseren Tordifferenz gegenüber den punktgleichen Konkurrenten Middelfart G&BK und Ringkøbing IF den Klassenerhalt. In der folgenden Spielzeit musste die Mannschaft nach einer erfolglosen Hauptserie in der neu eingeführten Relegationsrunde den Klassenerhalt sichern.
Da sich der Erfolg beim neuen Klub nicht einstellte, kam es zu rückläufigen Sponsoreneinnahmen und der FC Svendborg geriet in finanzielle Schwierigkeiten. Die Verpflichtung von Michael Schjønberg als neuem Trainer im Sommer 2016 blieb erfolglos, bereits im Oktober wurde er beim kriselnden Klub entlassen. Zum Saisonende stand der Abstieg in die Viertklassigkeit und in dessen Folge musste der  FC Svendborg 2017 Konkurs anmelden. Die Mannschaft wurde als Konsequenz in die sechste Liga zurückversetzt, wo der Svendborg fB nach einer Kooperation mit der lokalen Sportförerschule Skolerne i Oure Sport & Performing Arts das Startrecht und den Spielbetrieb übernahm.